# Umberto Barbaro
Umberto Barbaro, né le 3 janvier 1902 à Acireale (province de Catane, en Sicile) et mort le 19 mars 1959 à Rome, est un scénariste, réalisateur, historien de l'art, écrivain et critique de cinéma italien.

## Biographie
Umberto Barbaro a déployé son activité dans de multiples domaines : littérature, théâtre, cinéma, critique et histoire de l'art figuratif. Dès 1923, il devient directeur de la revue La bilancia en collaboration avec Dino Terra, Vinicio Paladini et Paolo Flores. L'année suivante, il est un des animateurs du Mouvement Imaginiste, courant situé à gauche du futurisme italien, et il suit avec attention l'évolution culturelle en France, aux États-Unis, en Union soviétique et en Allemagne. Il participe également avec Anton Giulio Bragaglia aux créations du Théâtre des Indépendants, à Rome.
Après avoir réalisé son premier long métrage en 1937, L'ultima nemica (Le Dernier ennemi), il devient professeur au Centro Sperimentale di Cinematografia fondé en 1936. L'influence de son enseignement, basé sur les travaux théoriques de Béla Balázs et les réalisations des cinéastes soviétiques, Sergueï Eisenstein, Vsevolod Poudovkine et Lev Koulechov, s'exerça durablement sur nombre de ses élèves. À partir de 1945 et jusqu'en 1948, il dirige la revue de cinéma Bianco e Nero, élaborant une réflexion sur les problèmes du langage cinématographique et soutenant la naissance du néo-réalisme. Il participe ainsi au scénario de Chasse tragique (1947) de Giuseppe De Santis. Umberto Barbaro a publié de nombreux essais sur le cinéma.

## Filmographie

### Comme réalisateur
- 1932 : Una giornata nel cantiere di Monfalcone, documentaire
- 1933 : Cantieri dell Adriatico, doc.
- 1938 : L'ultima nemica
- 1947 : Carpaccio, doc.
- 1948 : Caravaggio, doc.

### Comme scénariste
- 1934 : Seconda B de Goffredo Alessandrini
- 1941 : La peccatrice d'Amleto Palermi
- 1942 : Via delle cinque lune de Luigi Chiarini
- 1942 : La bella addormentata de L. Chiarini
- 1942 : Paura d'amare de Gaetano Amata
- 1944 : La locandiera de Luigi Chiarini
- 1947 : Chasse tragique de Giuseppe De Santis
- 1949 : Fabiola d'Alessandro Blasetti, non crédité
- 1949 : Czarci zĺeb (Il passo del diavolo) de Tadeusz Kański et Aldo Vergano
- 1953 : La figlia del forzato de Gaetano Amata

## Écrits littéraires et essais théoriques
- Lucce fredda (Lumière froide), roman, 1931
- L'isola del sale (L'Île de sel), roman, 1935
- L'essenza del can barbone, nouvelles, 1931
- Il cinema e l'uomo moderno, Rome, Le Edizione Sociali, 1950
- Poesia del film, Filmcritica Ed., 1955
- Il film e il risarcimento marxista dell'arte, Rome, Editore Riuniti, 1960 (posthume)
- Servitǜ e grandezza del cinema,publication par Lorenzo Quaglietti, Rome, Ed. Riuniti
- Neorealismo e realismo, publication par Gianpiero Brunetta, Rome, Editori Riuniti, 1973 (posthume)